# Néo-socialisme
 (janvier 2009).
Si vous disposez d'ouvrages ou d'articles de référence ou si vous connaissez des sites web de qualité traitant du thème abordé ici, merci de compléter l'article en donnant les références utiles à sa vérifiabilité et en les liant à la section « Notes et références ».
Le néo-socialisme est une doctrine politique apparue au tournant des années 1920-1930 en France et en Belgique, visant à renouveler la pensée socialiste. Refusant à la fois la révolution marxiste et le réformisme au coup par coup, le néo-socialisme prône une « révolution constructive » menée par l’État et les techniciens (ingénieurs, syndicalistes, etc.) par la planification (le planisme), le pilotage de l’économie (économie dirigée), etc. Sa recherche de solutions nouvelles conduit une partie de ses promoteurs à regarder favorablement le fascisme, puis à opter pour la collaboration pendant l'occupation. D’autres au contraire, ayant choisi la Résistance, furent après-guerre les promoteurs des grandes réformes des Quatrième et Cinquième Républiques (Plan, régionalisme, aménagement du territoire, etc.).

## Principaux groupes néo-socialistes et planistes
- Le planisme fut lancé par le chef du Parti ouvrier belge, Henri de Man à la fin des années 1920.
- La principale expression du néo-socialisme en France fut le Parti socialiste de France-Union Jean Jaurès (1933-1935) scission de la SFIO menée par Marcel Déat.
- Les néo-socialistes fidèles à la SFIO furent regroupés dans le groupe révolution constructive (1932).
- Le planisme et néo-socialisme furent importants au sein de la CGT socialiste avec la tendance « Syndicats », puis « Redressement », menée par René Belin.
- Le planisme influença l'aile gauche du Parti radical-socialiste : les radicaux rénovateurs, ou jeunes turcs (dont Pierre Mendès France et Pierre Cot).
- Le planisme se retrouve ensuite notamment dans le mendésisme, le gaullisme de gauche (Louis Vallon) et les clubs socialistes des années 1960 (Club Jean Moulin, etc.)

## Scission néo-socialiste de la SFIO
Ce mouvement séparatiste de la SFIO naquit en 1933, et fut une rébellion de ceux qui voulaient que la SFIO participe aux gouvernements (les « participationistes »), alors que la direction du parti, en particulier Léon Blum, et les « antiparticipationnistes » refusaient systématiquement son soutien aux gouvernements, même de gauche comme ceux où participaient les radicaux tel Herriot. Ce mouvement fut particulièrement éprouvant pour la SFIO, et les opposants à Léon Blum furent souvent soupçonnés de sympathie pour les fascistes, à l'époque, mais surtout après la guerre.[réf. nécessaire]
En 1929, Marcel Déat pose le problème de la non participation de la SFIO dans son étude Perspectives socialistes : depuis la première guerre mondiale, la société s'est modifiée et de nouvelles classes moyennes ont émergé ; la SFIO ne doit donc pas rester cantonnée sur un immobilisme sans aucune participation à des gouvernements de gauche qui tentent d'améliorer le sort de la classe ouvrière.[réf. nécessaire] Léon Blum ne répond pas du tout.
Le 5 février 1933, quand les idées « participationnistes » commençant à influencer les députés SFIO, le Conseil national de la SFIO publie un rappel à la discipline du parti qui provoque une réaction si violente que Léon Blum et Vincent Auriol démissionnent du groupe parlementaire et refusent de prendre la parole à la Chambre.
En Avril 1933, pour désamorcer les risques d'une scission, le parti organise un congrès extraordinaire à Avignon. La motion de Léon Blum propose que les députés SFIO puissent voter des lois qui ne sont pas contraires au socialisme international mais doivent s'abstenir de voter le budget et des lois portant sur le réarmement (Hitler est élu chancelier en janvier 1933).
Le 14 juillet 1933, lors du XXXe Congrès de la SFIO. Les députés « participationnistes » attaquent l'orthodoxie de Léon Blum. Les 15, 16 et 17 juillet, respectivement Barthélemy Montagnon, Adrien Marquet et Marcel Déat prononcent des discours très agressifs contre ce qu'ils appellent l'immobilisme de Léon Blum qui ignore l'évolution de la société française. Ils proposent les bases d'un socialisme d'action, un néo-socialisme. Adrien Marquet est le plus virulent et utilise la maxime : « Ordre, Autorité, Nation » pour attirer la classe moyenne et prendre modèle sur les méthodes de Roosevelt ou de Mussolini (Léon Blum les mettait sur le même plan à l'époque[réf. nécessaire]). Durant la discussion qui suivit, Blum se dit épouvanté. Le congrès, convoqué pour ramener à l'ordre les néo-socialistes, se termine sur une scission.
Le 6 novembre 1933, le conseil national constate (3 046 mandats contre 843) que sept députés se sont mis en dehors du parti : Déat, Cayrel, Marquet, Renaudel, Deschizeaux, Lafont et Montagnon. Le nouveau parti d'une quarantaine de députés « Union Jean Jaurès » est créé en décembre, dont Max Bonnafous est président.
Le nouveau parti ne vit qu'un été. Les événements — l'affaire Stavisky et ses retombées en février 1934, puis le Front populaire, la guerre d'Espagne, Munich et la deuxième guerre mondiale — obligèrent Léon Blum à entrer dans l'action, bien au-delà des désirs des néo-socialistes.
Des historiens assimilent les néos à des fascistes, notamment à cause de Marcel Déat qui fonda le Rassemblement national populaire (RNP), plus collaborationniste que le gouvernement de Vichy. Mais la scission entre les « munichois » et les « antimunichois » fut plus significative de l'esprit de la collaboration future. L'historien Serge Berstein, dans sa propre analyse de l'histoire de la SFIO entre les deux guerres, parle pour sa part d'un conflit de générations.
Confrontés à la défaite de 1940, les néo-socialistes se dispersèrent dans l'éventail des attitudes possibles, de la collaboration totale à la Résistance de la première heure :
- Marcel Déat fonda le Rassemblement national populaire, l'un des partis politiques les plus engagés dans la collaboration avec l'Allemagne nazie, avant de devenir ministre du travail durant la dernière année du régime de Vichy ;
- Paul Faure, munichois notoire, vota les pleins-pouvoirs constitutionnels à Pétain et fut membre du Conseil national, et il témoigna contre Léon Blum au procès de Riom ;
- Adrien Marquet, ministre de l'intérieur sous Pétain jusqu'au 6 septembre 1940 ;
- Max Bonnafous fut ministre de Pétain, mais aida la Résistance[2] ;
- Barthélemy Montagnon rejoignît le Rassemblement national populaire de Marcel Déat ;
- Henry Hauck, Louis Vallon et Max Hymans furent des Résistants ;
- Paul Ramadier vota avec les 80 contre les pleins-pouvoirs constitutionnels à Pétain et entra immédiatement en Résistance.